# Perl (municipio)
Perl (en el Mosela) es un municipio situado en el distrito de Merzig-Wadern, en el estado federado de Sarre (Alemania), con una población a finales de 2016 de unos 8472 habitantes.
Se encuentra ubicado al oeste del estado, cerca de la orilla del río Sarre —un afluente del río Mosela— y de la frontera con Francia y Luxemburgo.

### Economía
Perl se caracteriza por tener alrededor de un tercio de su población extranjera, en su mayoría luxemburgueses, aunque no exclusivamente luxemburgueses, que se han establecido en Perl porque el coste de la vivienda es muy inferior al coste de la vivienda en Luxemburgo. Esta población extranjera trabaja prácticamente toda en Luxemburgo, donde los salarios son de por sí mucho más altos que en Alemania.
La mayoría de la población autóctona alemana, vive en su mayoría del turismo, la producción de vino del Mosela y la agricultura. Aunque recientemente, debido a los altos salarios que se pagan en Luxemburgo, ha aumentado la proporción de población de origen alemán que trabaja en Luxemburgo.

### Enseñanza
Perl se ha convertido en los últimos quince años en una zona de enseñanza muy importante, dentro del condado de Merzig-Wadern y del Sur del Valle del Mosela.
En Perl se encuentra el único liceo luxemburgués en suelo extranjero, el Liceo Schengen, llamado oficialmente Deutsch-Luxemburgisches Schengen-Lyzeum Perl. El Liceo Schengen es principal centro de enseñanza primaria y secundaria de la zona Sur del Valle del Mosela, tanto en la orilla Luxemburguesa como en la alemana. El Liceo Schengen sigue un sistema de enseñanza propio por el cual, al terminar el bachillerato, sus estudiantes salen con un doble título de bachillerato luxemburgués y alemán que está reconocido en ambos estados. Siguiendo en el sistema de enseñanza luxemburguesa, las lenguas vehiculares de la enseñanza primaria el Liceo Schengen son el alemán escrito y el luxemburgués oral. Después, en la enseñanza secundaria, se abandonan ambas lenguas vehiculares, en favor del francés como lengua vehicular única. Es pues el Liceo Schengen un establecimiento con tres lenguas vehiculares de enseñanza. El Liceo Schengen enseña también varias lenguas extrajeras que no son lenguas vehiculares de la enseñanza. La casi totalidad de la población estudiantil proviene de las zonas adyacentes de Luxemburgo y Alemania, que acuden en su mayoría en autobuses escolares, pero también estudia allí una pequeña treintena de estudiantes que provienen de Francia. 
Perl cuenta con tres establecimientos privados católicos, de guardería y de preescolar, que son bilingües de francés y alemán. Estos tres establecimientos, aun siendo privados, están bajo la tutela de la Red Elyssée 2020, creada conjuntamente por la República Federal de Alemania y la República Francesa en 2013, y cuentan con personal docente de nacionalidad francesa y alemana. El objetivo de dichos establecimientos es conseguir que los niños de lengua materna alemana acquieran una familiaridad de la lengua francesa suficiente como para poder entrar en una primaria bilingüe de francés y alemán.
Además, Perl cuenta todavía con algunas guarderías y establecimientos estatales monolingües alemanes.
El éxito de las escuelas multilingües de Perl, atrayendo población estudiantil alemana de dentro y de fuera de Perl, ha provocado una fuerte caída de la demanda de la enseñanza monolingüe en lengua alemana. En la actualidad, para seguir la enseñanza secundaria monolingüe en lengua alemana es necesario enviar a los hijos a estudiar al pueblo vecino de Orscholz.